# إيزاما
إيزاما هو حزب ديمقراطي مسيحي محافظ وطني إستوني، تأسس في 4 يونيو 2006.